# جان هندريكس (سياسي)
جان هندريكس (بالهولندية: Jean Hendriks)‏ هو سياسي هولندي، ولد في 18 أغسطس 1925 في هولندا، وتوفي في 6 يناير 2015 في هولندا. حزبياً، نشط في حزب النداء الديمقراطي المسيحي (1975 – ). وقد انتخب عضو مجلس الشيوخ في هولندا (10 يونيو 1981 – 11 يونيو 1991).